# Louis Burhenne
Louis Burhenne (Helmond, 31 januari 1953) is een Nederlands oud-profvoetballer.
Burhenne begon in 1971 zijn profcarrière bij Helmond Sport, maar keerde twee jaar later alweer terug naar de amateurs. Als topscorer van hoofdklasser HVV Helmond maakte hij in 1975 zijn rentree bij Helmond Sport. Hierna volgden twee minder succesvolle uitstapjes naar FC Den Bosch en Willem II, waarna de Helmonder in 1977 weer op het oude nest terugkeerde. In de daaropvolgende vier seizoenen scoorde hij 29 goals namens Helmond Sport en werd halverwege het seizoen 1980/81 verhuurd aan FC VVV waar hij de gestopte Stanley Bish als centrumspits opvolgde. In 1981 verkaste Burhenne naar de Belgische Tweedeklasser Boom FC waar hij nog twee jaar onder contract zou staan. Na afloop van zijn spelersloopbaan was Burhenne nog trainer in het amateurvoetbal bij onder andere Dijkse Boys, RKPVV en Quick Boys '31.

## Overzicht Nederlandse clubs
| Seizoen | Club          | Land      | Competitie     | Duels | Goals |
| ------- | ------------- | --------- | -------------- | ----- | ----- |
| 1971/72 | Helmond Sport | Nederland | Eerste divisie | 18    | 3     |
| 1972/73 | Helmond Sport | Nederland | Eerste divisie | 1     | 0     |
| 1975/76 | Helmond Sport | Nederland | Eerste divisie | 35    | 13    |
| 1976/77 | FC Den Bosch  | Nederland | Eerste divisie | 29    | 6     |
| 1977/78 | Willem II     | Nederland | Eerste divisie | 8     | 1     |
| 1977/78 | Helmond Sport | Nederland | Eerste divisie | 24    | 8     |
| 1978/79 | Helmond Sport | Nederland | Eerste divisie | 33    | 9     |
| 1979/80 | Helmond Sport | Nederland | Eerste divisie | 36    | 9     |
| 1980/81 | Helmond Sport | Nederland | Eerste divisie | 11    | 3     |
| 1980/81 | → FC VVV      | Nederland | Eerste divisie | 14    | 10    |
| Totaal  | Totaal        | Totaal    | Totaal         | 209   | 62    |